# 안영민 (1969년)
안영민(1969 -)은 안재구의 아들이자 안인산의 아버지이고 민족21 기자이자 NL 자주민주통일성향의  혁명가이다.